# Jean-Paul Viguier
Pour les articles homonymes, voir Viguier.
Jean-Paul Viguier, né le 4 mai 1946 à Azas (Haute-Garonne), est un architecte français. Il vit et travaille à Paris.
Spécialisé dans le commerce et le tertiaire, il a entre autres réalisé le centre commercial Carré Sénart en 2002 et un musée, cas unique aux États-Unis, en 2008.

## Biographie
Diplômé de l'École nationale supérieure des beaux-arts de Paris en 1970, Jean-Paul Viguier, avec Jean Bossu et Georges-Henri Pingusson, fait partie des membres fondateurs de l'Unité pédagogique no 5,,. En 1973, il obtient un « Master of City Planning in Urban Design » à l'université Harvard et, de retour en France, il anime pendant huit ans une rubrique d'architecture urbaine dans la revue Urbanisme. De 1975 à 1992, ses projets ont été réalisés en association avec Jean-François Jodry, parmi lesquels on trouve l'éphémère centre de recherche Engie entre 1988 et 2021.
En 1981, il obtient le « premier prix du jury » dans le cadre du concours pour l'Opéra Bastille puis, en 1983, le « premier prix ex æquo » pour le projet Tête Défense. En 1986, il remporte, avec Allain Provost, Patrick Berger et Gilles Clément, le concours pour la construction du parc André-Citroën à Paris, puis celui du pavillon de la France à l'exposition universelle de 1992.
En 1988, il réalise L'Atrium, le siège de la Caisse des dépôts et consignations à Boulogne-Billancourt. En 1990, il remporte le concours lancé par l'établissement public pour l'aménagement de la région de la Défense pour la construction de l'ensemble Cœur Défense à l'emplacement du siège d'Esso, et entreprend la construction du siège social d'Esso transféré à Rueil-Malmaison (1993). Il réalise le siège de France Télévisions à Paris (1998), ainsi que de nombreux sièges sociaux, comme celui d'Alstom Transport à Saint-Ouen, d'Astra et Bristol-Myers Squibb France (2002) à Rueil-Malmaison.
En 1992, il fonde une agence sous le nom de Jean-Paul Viguier et Associés et renommée en 2018 Viguier / architecture, urbanisme, paysage. L'agence compte 150 personnes de 15 nationalités différentes. Puis elle est renommée JPVIGUIER architecture.

## Distinctions
- Nommé chevalier de la Légion d'honneur en 2002[18], il est promu officier le 14 juillet 2011[19]. Ses insignes lui sont remis par le ministre Frédéric Mitterrand lors d'une cérémonie commune à celle de remise de sa décoration à Dominique Alduy le 11 octobre 2011[4].
- Chevalier de l'ordre national du Mérite par décret du 14 mai 1997[20] .
- Commandeur de l'ordre des Arts et des Lettres[Quand ?][réf. nécessaire]

## Récompenses
Jean-Paul Viguier a reçu le grand prix (en partenariat) du Moniteur des villes pour le parc André-Citroën, une mention au prix de l'Équerre d'argent d'architecture 1988 pour l'hôtel industriel bâtiment d'activité Métropole 19 de la rue d'Aubervilliers à Paris 19e et the Architectural Record–Businees Week Award à New York[réf. nécessaire] pour le siège social d'Astra (1995) à Rueil-Malmaison. Le Sofitel Chicago Water Tower de Chicago a reçu « the best building award » en 2003 par l'American Institute of Architects Chicago.
Il est élu membre de l'Académie d’architecture en 1992, dont il est le président de 1999 à 2002. Il est membre fondateur de l'association Architectes français à l'export. Il est nommé « honorary fellow » de l'AIA en 2001, et Honorary Professor de l'Université Tongji à Shanghai[réf. nécessaire].

## Principales réalisations

La façade front de Seine du siège de France Télévisions, sur l'esplanade Henri-de-France.

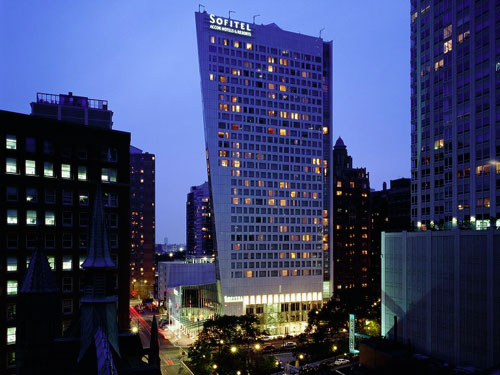
Hôtel Sofitel à Chicago.

Tour Cœur Défense (2001).

- 1992 Pavillon de la France à l'Exposition universelle de Séville.
- 1997 Siège social d'Alstom Transport à Saint-Ouen.
- 1997 Siège social des laboratoires pharmaceutiques suédois Astra à Rueil-Malmaison.
- 1998 Siège de France Télévisions à Paris.
- 2000 Aménagement autour du pont du Gard.
- 2000 Participation au parc André-Citroën à Paris[26]
- 2001 Tour Cœur Défense, La Défense
- 2002 Siège social de Bristol Myers Squibb/UPSA à Rueil-Malmaison.
- 2002 Médiathèque Cathédrale, Reims.
- 2002 Centre commercial Carré Sénart.
- 2002 Hôtel Sofitel Chicago Water Tower, Chicago, États-Unis[1]
- 2004 Paris 13e Ilot M7, immeuble de bureaux dont le Ministère des Sports, et commerces.
- 2005 Hôtel Novotel, Le Havre.
- 2008 Immeuble de bureaux, logements, commerces, parking[4], place Vörösmarty, Budapest, Hongrie.
- 2008 Muséum d'histoire naturelle de Toulouse, Toulouse.
- 2008 Musée d'Art McNay - San Antonio, Texas, États-Unis : extension de 4 200 m2 .
- 2008 ZAC de la Joliette, Ilot D3, Cœur Méditerranée, Marseille.
- 2008 ZAC Seguin Lot A1, immeuble l'Angle, Boulogne-Billancourt.
- 2009 Immeuble de logements, Paris 15e Convention.
- 2009 Siège de Sodexo France, Guyancourt, Yvelines.
- 2010 Hôpital de Castres Mazamet.
- 2012 Lyon Confluence, Pôle de Loisirs.
- 2012 Maroc Telecom, siège social, Rabat, Maroc[4]
- 2012 Espace Claude-Monet, place de la Cathédrale (Rouen)
- 2012 Îlot Pointe Métro à Gennevilliers
- 2013 Institut universitaire du cancer, Cancéropole de Toulouse
- 2013 Siège social de SFR à Saint-Denis
- 2013 UGC à Paris 19
- 2014 Bureaux Urbagreen à Joinville-le-Pont
- 2014 Tour Majunga, Puteaux, La Défense
- 2014 Metz, quartier de l'Amphithéâtre
- 2014 Holon, parc urbain en Israël
- 2017 Nouveau quartier Muse à Metz
- 2018 Ambassade et centre culturel du Canada à Paris
- 2018 Nouveau centre fiduciaire de la Banque de France à La Courneuve
- 2019 CityLife - Cœur de Quartier à Nanterre
- 2019 Identity One, bureaux et cinéma à Rennes
- 2019 Tour Atijari-Wafa Bank à Casablanca
- 2019 Tour résidentielle en bois Hypérion à Bordeaux
- 2021 Centre commercial Polygone à Montpellier
- 2021 Immeuble Bridge, siège social d'Orange à Issy-les-Moulineaux
- 2021 Siège social de Vinci à Nanterre
- 2022 Campus IoT Valley à Labège-Toulouse
- 2022 Restructuration de l'hôtel particulier du 10 de la rue de Solferino[27].

## Publication
- Jean-Paul Viguier, Architecte, Odile Jacob, 2009, 256 p. (ISBN 978-2-7381-2304-6, présentation en ligne, lire en ligne).